# Ревзина, Ольга Григорьевна
О́льга Григо́рьевна Ре́взина (Карлинская; род. 21 апреля 1939, Москва) — советский и российский лингвист, филолог, участник тартуско-московской семиотической школы, специалист в области русского и общего языкознания, цветаевед, доктор филологических наук, профессор кафедры русского языка филологического факультета МГУ им. М. В. Ломоносова.
Область научных интересов — русский литературный язык и русский дискурс в XIX — XXI веках, язык художественной литературы, поэтический язык, стилистика, теория языкознания, теория текста и дискурса, семиотика, когнитивистика.
Автор переводов научных работ с немецкого, английского, французского, чешского языков, а также опубликованных и неопубликованных портретов современников, рассказов и мемуаров.

## Биография
Родилась в семье инженера Григория Андреевича Карлинского. В 1961 году окончила русское отделение филологического факультета МГУ им. М. В. Ломоносова. Дипломная работа «Имена на -ч в славянских языках» защищена под руководством проф. Н. М. Шанского.
В 1971 году под руководством проф. П. С. Кузнецова защитила кандидатскую диссертацию «Типологический анализ грамматической категории рода (на материале славянских языков)» по специальности «Общее языкознание». После окончания аспирантуры работала научным сотрудником лаборатории структурной типологии и вычислительной лингвистики МГУ.
В 1998 году защитила докторскую диссертацию «Системно-функциональный подход в лингвистической поэтике и проблемы описания поэтического идиолекта». В 1992 году стала лауреатом Ломоносовской премии Московского университета.
В 1993—1994 годах работала преподавателем в Австрии в университете г. Грац, где читала лекции по теории русской грамматики, стилистике, вела спецкурс и спецсеминар по лингвистической поэтике. Была приглашённым лектором в университетах Германии, Италии.
С 1979 года работает на кафедре русского языка филологического факультета МГУ, читает обязательные и специальные курсы по стилистике современного русского языка, истории русского литературного языка XVIII—XX вв., языку художественной литературы, языку русской поэзии, лингвистике текста, исторической семантике.

## Семья
Муж — Исаак Иосифович Ревзин (1923—1974), лингвист, специалист в области моделирования языка, семиотики, славистики и германистики.
Сыновья — Григорий Исаакович Ревзин (род. 1964), журналист, архитектурный критик; Евгений Исаакович Ревзин (род. 1972), журналист, медиаменеджер.

## Монографии
- Структура словообразовательных полей в славянских языках. М.: Издательство МГУ, 1969.
- Безмерная Цветаева. Опыт системного описания поэтического идиолекта. М.: Дом-музей Марины Цветаевой, 2009.
- (В соавторстве с И. Беляковой, И. Оловянниковой). Словарь поэтического языка Марины Цветаевой. В четырёх томах, шести книгах. М.: Дом-музей Марины Цветаевой, 1996—2004.
- Анализ поэтического текста. Пособие по лингвистической поэтике (рукопись).

## Некоторые статьи
- К вопросу о семантике местоимений как части речи // Вопросы семантики. Тезисы докладов. (Дискуссия на расширенном заседании филологической секции Учёного Совета Института востоковедения). М., 1971.
- Общая теория грамматических категорий // Структурно-типологические исследования в области грамматики славянских языков М., Наука, 1973
- Об одном виде взаимодействия категории падежа с глагольными категориями // Структурно-типологические исследования в области грамматики славянских языков М.: Наука, 1973.
- Проблема частей речи в современной лингвистике // Лингвотипологические исследования II. М., изд-во МГУ, 1975
- Основные черты структуры грамматической категории рода // Славянское и балканское языкознание. Проблемы морфологии современных балканских и славянских языков. М.: Наука, 1975.
- Функциональный подход к языку и категория определённости-неопределённости // Категория определённости-неопределённости в славянских и балканских языках. М.: Наука, 1979.
- Синтаксис поэтического языка в соотношении с разговорной речью // Исследования в области грамматики и типологии языков. М.: Изд-во МГУ, 1980.
- К построению лингвистической теории языка художественной литературы // Теоретические и прикладные аспекты вычислительной лингвистики. М.: Изд-во МГУ, 1980.
- Деконструкция лингвистического знания // Лингвистика на исходе XX века. Итоги и перспективы. Тезисы международной конференции. Т. II. М., 1995.
- Сон как дискурс // Актуальные проблемы лингвистики в вузе и в школе. Москва-Пенза, 1999.
- Лингвистические основы интертекстуальности// Текст. Интертекст. Культура. Материалы международной научной конференции. (Москва, 4-7 апреля 2001 года. М., 2001.
- О понятии коннотации// Языковая система и её развитие во времени и пространстве. Сборник научных статей к 80-летию профессора Клавдии Васильевны Горшковой. М., 2001.
- Загадки поэтического текста // Коммуникативно-смысловые параметры грамматики и текста. М., 2002, Пролегомены к теории стилистики//Русистика на пороге XXI века: проблемы и перспективы. Материалы международной научной конференции (Москва, 8-10 июня 2002 г.). М.,2003.
- Лингвистика XX века: на путях к целостной теории языка // Критика и семиотика. Выпуск 7. Новосибирск, 2004.
- Дискурс и дискурсивные формации. //Критика и семиотика. Выпуск 8. М., 2005.
- Хронотоп в современном романе.//Художественный текст как динамическая система. Материалы международной научной конференции, посвящённой 80-летию В. П. Григорьева 19-22 мая 2005. М., 2006.
- Когнитивный аспект поэтической метафоры// Современное русское языкознание и дидактика. Сборник научных трудов, посвящённых 85-летию со дня рождения академика РАО Н. М. Шанского. М., 2007.
- Лирический цикл «Куст» М. И. Цветаевой// Вестник Православного Свято-Тихоновского Гуманитарного Университета. III: Филология. Вып.3 М.: Изд-во фил. фак-та ПСТГУ, 2010.
- Русская венециана// Диалог культур: «Итальянская тема» в русской литературе и «Русский текст» в итальянской литературе. Материалы Международной научной конференции 9-11 июня 2011 года. М.: «Азбуковник», 2012.
- «Записки сумасшедшего» Н. В. Гоголя // Europa Orientalis, т. 31, Università di Salerno, Dipartimento di Studi Umanistici, Salerno, 2012.
- Замечания о слове «свобода» в поэтическом языке А. С. Пушкина //Авторская лексикография и история слов. Материалы Международной научной конференции к 50-летию выхода в свет словаря языка Пушкина. М.: «Азбуковник», 2013.
- Темпоральная структура концепта // Языковые параметры современной цивилизации. Сборник трудов первой научной конференции памяти академика РАН Ю. С. Степанова. М., 2013. С. 183—192.
- Виноградовские ключи к анализу художественного текста (недоступная ссылка) // Structures & Functions: Studies in Russian Linguistics. Структуры и функции: исследования по русистике, том 1, № 2, с. 68-102.
- Стилистическая система русского языка в динамическом аспекте // Язык Литература Культура. Москва: Макс Пресс, 2014. Том 10, с. 23-36.